# Leonhard Matthäus Gießl

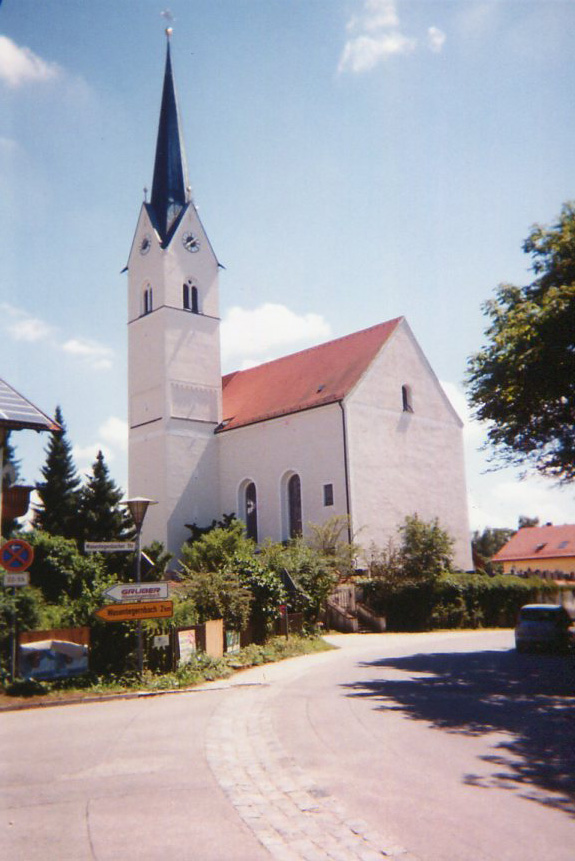
Die von Leonhard Matthäus Gießl erbaute Pfarrkirche in Schwindkirchen

Leonhard Matthäus Gießl (auch Giessl, * 1707 in Wien; † 1785 in München) war ein kurbayerischer Hofbaumeister österreichischer Abstammung.

## Leben und Werk
Leonhard Matthäus Gießl war der Sohn eines Maurermeisters. Er erhielt seine Ausbildung im österreichischen Donauraum. Seit 1733 war er im Umfeld des Münchner Hofbauwesens tätig. 1731 trat er die Nachfolge Philipp Köglspergers auf dessen bürgerlicher Meisterstelle an. 1753 wurde er Adjunkt und 1758 in der Nachfolge Philipp Jakob Zwergers Hofmaurermeister. Er war mehrmals „Vierer“, also einer der vier Vorsteher oder Zunftmeister, der Münchner Maurerzunft.
Leonhard Matthäus Gießl war stark von Johann Michael Fischer beeinflusst. Es reichte vom späten Barock bis zum frühen Klassizismus. Gießl wirkte vorwiegend im Bereich des Ammer- und des Starnberger Sees. Er baute unter anderem nach eigenen Plänen das Langhaus der Kirche in Bettbrunn und von 1782 bis 1785 die Kirche von Schwindkirchen. und stellte in Starnberg die von Johann Michael Fischer begonnene Pfarrkirche St. Josef fertig.